# Roreti
Roreti är en ort i Kiribati.   Den ligger på ön Arorae i  ögruppen Gilbertöarna, i den sydöstra delen av landet, 600 km sydost om huvudstaden Tarawa. Roreti ligger 11 meter över havet och antalet invånare är 764. Den ligger på ön Arorae Atoll.
Terrängen runt Roreti är mycket platt.  Roreti är det största samhället i trakten. 